# Атанас Ников
Атанас Георгиев Ников е български революционер и книжар, деец на Вътрешната македоно-одринска революционна организация.

## Биография
Ников е роден в сярското село Горно Броди, тогава в Османската империя, днес Ано Вронду, Гърция в многолюдно семейство на въглищар. Учи в местното българско училище при изтъкнатите възрожденски учители Георги Зимбилев и Никола Падарев. През 1880 постъпва на работа в железарския магазин на свой роднина в Сяр, където чиракува шест години. В 1886 разкрива собствен дюкян - праматарница, малък магазин за дреболии. През 1888 година магазинчето се превръща в първата българска книжарница в Сяр. Книжарницата е важно средище на българите от  Серски санджак.
Още от 1894 година Ников е привлечен във ВМОРО. Постоянен член е на Серския окръжния комитет. През 1902 година революционната му дейност е разкрита от турските власти и той емигрира в Княжество България. По време на Илинденско-Преображенското въстание е касиер на Задграничното представителство. След амнистията от 1904 той се завръща в Сяр, продължава да поддържа българската си книжарница. През 1906 година срещу Ников се организират три опита за покушение, като третият е успешен.
Убит е заедно с племенника си Христо Ников от гръцкия терорист Атанас Хаджипантазиев на 17 октомври 1906 година в Сяр или според гръцки източници на 19 август. Съпругата му продължава да се занимава с пробългарска дейност, заради което е заплашвана от гръцките активисти в града.